# Guldborgsund (municipio)
Guldborgsund es un municipio (kommune en danés) de la región danesa de Selandia, situado a ambos lados del estrecho de Guldborgsund. Cuenta con un área de 907 km² y una población total de 62.902 (2010). Su sede administrativa está en la ciudad de Nykøbing Falster. Su alcalde desde 2010 es John Brædder del partido local Nyt Guldborgsund ("Nueva Guldborgsund").

## Historia
El 1 de enero de 2007 se creó el municipio de Guldborgsund como resultado de la Kommunalreformen (la reforma municipal de 2007), constando de los anteriores municipios de Nykøbing Falster, Nysted, Nørre Alslev, Sakskøbing, Stubbekøbing, y Sydfalster.

## Geografía
Guldborgsund ocupa la parte oriental de la isla de Lolland y la totalidad de la isla de Falster, separadas estas dos por el estrecho de Guldborgsund, que da nombre al municipio. Incluye también pequeños islotes circundantes. Limita al oeste con el municipio de Lolland.

## Localidades
| Localidades más pobladas de Guldborgsund |                  |                  |
| Nº                                       | Localidad        | Población (2010) |
| 1                                        | Nykøbing Falster | 16.458           |
| 2                                        | Sakskøbing       | 4.732            |
| 3                                        | Sundby           | 2.873            |
| 4                                        | Nørre Alslev     | 2.403            |
| 5                                        | Stubbekøbing     | 2.266            |
| 6                                        | Nordbyen         | 1.661            |
| 7                                        | Væggerløse       | 1.379            |
| 8                                        | Nysted           | 1.366            |
| 9                                        | Idestrup         | 1.243            |
| 10                                       | Eskilstrup       | 1.121            |